# Philippe Druillet
Philippe Druillet (nacido el 28 de junio de 1944) es un destacado historietista francés, que ha abarcado también otros campos como la ilustración, películas de dibujos animados, escultura, e incluso ópera, centrándose casi siempre en torno a la ciencia ficción y a lo fantástico.

## Biografía
Nació en la ciudad de Toulouse, Haute-Garonne, Francia, pero pasó su infancia en España, regresando a su país natal en 1952, después de la muerte de su padre. Tras graduarse en la educación secundaria, Druillet trabajó como fotógrafo, pero finalizado el servicio militar, optó por el dibujo. Ilustra entonces portadas para las revistas Fiction y Galaxie, así como para el Centre de linguistique appliquée (C. L. A.).
Su primer álbum de historietas titulado Le mystère des abîmes apareció en 1966 en la editorial Le Terrain Vague de Eric Losfeld. En ella presentaba a su héroe recurrente, Lone Sloane que protagonizaría todavía algunas obras más en la revista Pilote: Una serie de historias cortas en 1970, luego recopiladas bajo el título de Les 6 voyages de Lone Sloane, y Delirius, sobre guion de J. Lob, en 1972. Inspirándose en parte en sus escritores favoritos, H.P. Lovecraft y A.E. van Vogt, 

consiguió crear un entorno imposible que debe tanto a lo onírico como a la mitología y revolucionó el cómic de los sesenta. Su empleo de páginas enteras como si fuera una sola viñeta proporciona grandiosidad a lo que de otro modo no habría sido más que una obra de dibujante chapucero.

Tras otros trabajos como "Yragaël" y "Vuzz, constituyó en 1974 la editorial Les Humanoïdes Associés y en 1975 la revista Métal Hurlant con Jean-Pierre Dionnet, Jean Giraud y Bernard Farkas. 

## Ediciones en español
En español, su obra comenzó a ser editada por las revistas Star, Totem, Metal Hurlant y Cimoc.
- La Noche (Colección Humanoides n.º 6-Metal Hurlant) Eurocomic (1981)
- Los 6 viajes de Lone Sloane (integral 1 y 2) EDT (2013)

## Premios
- 1972: Premio European SF for Comics para Lone Sloane.[5]
- 1976: Premio especial Grand Prix de la Science Fiction Française para Urm le Fou.[6]
- 1990: ESFS Hall of Fame (mejor artista) en la Eurocon de 1990.[7]
- 1996: Grand Prix National des Arts Graphiques.